# Cryptocentrum
Cryptocentrum là một giống lan nhiệt đới mới sinh trưởng tại phía bắc từ Nicaragua và phía nam đến Bolivia, với 17 loài được biết đến nay. The Guayana Region is also fostering two species.

## Hình ảnh